# Linux From Scratch
Linux From Scratch (LFS) er navnet på en bog skrevet af Gerard Beekmans og flere. I bogen bliver læseren givet instruktioner om hvordan man bygger et Linux system fra source.
Bogen giver detaljerede instruktioner om hvordan man oversætter kildeteksten for basispakkerne i et linuxsystem og installation af disse. Bogen forklarer hviken funktion de enkelte pakker har, så læseren kan opbygge en større viden om hvordan et linuxsystem fungerer. 
Bogen er frit tilgængelig på Linux From Scratch hjemmesiden og er marts 2010 i version 6.6. For at holde LFS lille og fokuseret blev der lavet en bog kaldet Beyond Linux From Scratch, der giver instruktioner om hvordan man videreudvikler sit basis Linux-system lavet med LFS.